# 金線 (演員)
金線（Kim Tuyến，1987年3月21日—），本名陳氏金線，是越南著名的女演员。她是《21世纪女人》第二季的亞軍。

## 簡歷
陳氏金線在胡志明市出生、2009年毕业于越南墨尔本皇家理工大学。身高172cm並且有棕色眼睛、在获得21世纪女人亚军后，她以演员身份出道。

## 个人生活
金線19岁结婚，育有一女。 21岁那年，她离婚了，成为了单亲妈妈。

## 影视作品

### 電影
| 年份 | 片名                        | 角色        | 備註       | 导演              | 合作演员 |
| 2012 | 热沙 （Cát nóng）           | 雪（Tuyết） | 第一女主角 | 黎煌              |          |
| 2015 | 与鬼同眠 （Ngủ với hồn ma） | 蘭（Lan）   | 第一女主角 | 阮伯武            |          |
| 2017 | 蓼雲仙 （Lục Vân Tiên）     | 娥（Nga）   | 女配角     | 阮皇福            |          |
| 2017 | 靈緣 （Linh duyên）         | 河（Hà）    | 女配角     | 阮维武玉 阮黄杏仁 |          |
| 2017 | 垂手而得 （Chơi thì chịu）  | 诗（Thy）   | 第一女主角 | 阮林              |          |

## 主要獎項

### 戲劇類
| 年分 | 授獎名稱           | 獎項       | 作品名稱                                      | 角色      | 結果 |
| ---- | ------------------ | ---------- | --------------------------------------------- | --------- | ---- |
| 2009 | 第8屆越南金风筝奖  | 最佳女主角 | 《玉岛上的爱情故事》 （Chuyện tình đảo Ngọc） | 燕（Yến） | 獲獎 |
| 2018 | 第17屆越南金风筝奖 | 最佳女演員 | 《浮華梦》 （Mộng phù hoa）                   | 燕（Yến） | 獲獎 |